# Volga Atlantic Aviation
Volga Atlantic Aviation is een Burundese luchtvrachtmaatschappij met haar thuisbasis in Kigali. Zij staat op de zwarte lijst van de EU.

## Geschiedenis
Volga Atlantic Aviation is opgericht in 2001.

## Vloot
De vloot van Volga Atlantic Aviation bestaat uit: (april 2007)
- 1 Antonov AN-26(A)